# Love is a rose (Neil Young)
Love Is a rose is een lied dat in 1974 werd geschreven door Neil Young. Een jaar later behaalde Linda Ronstadt er een hit mee.
Young had het voorbestemd voor zijn album Homegrown dat uiteindelijk pas in 2020 is uitgebracht. Zijn versie verscheen daarom voor het eerst op het verzamelalbum Decade (1977).
Hij schreef de tekst voor dit liefdeslied tijdens de voorbereidingen op de Doom Tour die hij met Crosby, Stills, Nash & Young hield in een aantal honkbalstadions. De melodie schreef hij al eerder en is afkomstig van Dance, dance, dance dat hij ook een tijd liet liggen voordat hij het uitbracht.
Youngs versie is een licht folkrocknummer dat hij met een mondharmonica en een akoestische gitaar speelt. Dit nummer is minder uitbundig dan Dance, dance, dance.

## Covers
Net als Dance, dance, dance, werd ook Love is a rose meerdere malen gecoverd. De belangrijkste cover kwam van Linda Ronstadt.
Verder waren er verschillende artiesten die het nummer op een album uitbrachten. Dit waren bijvoorbeeld Terri Clark (Tails out, 1975), Sue Richards (Sweet sensuous feelings, 1976), Nana Mouskouri (Roses & sunshine, 1979), The Fallen Angels (Happy ever after, 1996), Lynn Marie (One look, 1999), Grantham Road (Parade, 2006), Sisters Euclid (Run Neil run, 2006), Lisa Loeb (Camp Lisa, 2008) en Jill Johnson (Music row, 2009).

## Linda Ronstadt
Linda Ronstadt bracht Love is a rose in 1975 uit op twee singles. Allereerst stond het op de A-kant met Silver blue op de B-kant. Deze single bereikte een nummer 5-notering in de Hot Country Songs. Later dat jaar plaatste ze het nummer ook nog op de B-kant van Heat wave, een lied van het schrijverstrio Holland-Dozier-Holland. Deze single werd een hit in de poplijst van Billboard, de Hot 100, waar het ook op nummer 5 belandde. Verder bracht ze het nummer uit op haar album Prisoner in disguise dat eveneens in 1975 verscheen.
Het nummer van Ronstadt behoort tot de countrymuziek en is met een vol orkest opgenomen, inclusief een fiddle, tamboerijn en mondharmonica. Door de uitbundigheid ligt Love is a rose wel dicht aan tegen het lied dat de melodie gaf aan dit nummer, Dance, dance, dance.